# Príncipe de Asturias (R-11)
«Прінсіпе де Астуріас» (ісп. Príncipe de Asturias (R-11)) — легкий авіаносець ВМС Іспанії

## Історія створення
Авіаносець «Прінсіпе де Астуріас» був замовлений флотом 29 травня 1977 року для заміни авіаносця Dédalo. Закладений 8 жовтня 1979 року на верфі «Empresa Nacional Bazán», м.Ферроль. Спущений на воду 22 травня 1982 року, вступив у стрій 30 травня 1988 року.
Спочатку корабель отримав назву «Almirante Carrero Blanco», але вона була відхилена з політичних мотивів. Пізніше пропонувались назви «Lepanto», «España», «Dédalo» та «Canarias», але врешті за тиждень до спуску на воду була присвоєна назва «Прінсіпе де Астуріас».
Початкова вартість будівництва корабля оцінювалась у 74 млн. дол., але реально вона склала 369 млн. дол.

## Конструкція
Авіаносець «Прінсіпе де Астуріас» був розроблений на базі американського проекту SCS (англ. Sea Control Ship) 1970-х років, який, проте, так і не був реалізований.
Польотна палуба має розміри 175,3 x 29 м і в носовій частині завершується трампліном довжиною 46,5 м з кутом підйому 12°. Ангар одноярусний, розмірами 109 x 22 м, з якого літаки подаються на польотну палубу двома літакопідйомниками - носовим (18 x 9 м) та кормовим (10 x 15 м). Вантажопідйомність кожного - 29 т, час підйому літака - 30 с.
Силова установка складається з двох газотурбінних двигунів LM2500 потужністю 46 000 к.с., які через редуктор працюють на один вал та 5-лопасний гвинт. В режимі малого ходу (4,5 вузла) в режимі пошуку підводних човнів є ще один малий висувний гвинт, який приводиться в рух двома електричними двигунами потужністю 1 600 к.с.
Авіаносець може нести до 29 літальних апаратів (літаків та вертольотів) - 17 в ангарі та 12 на палубі. Зазвичай це 6-12 літаків McDonnell Douglas AV-8B Harrier II, 6-10 вертольотів протичовнової оборони Sikorsky SH-3 Sea King та 2-4 вертольоти РЕБ Bell 212.
Озброєння корабля складається з чотирьох 20-мм ЗАК «Мерока».
Радіоелектронне обладнання - бортова інформаційна управляюча система Tritán NTDS, радар SPS-52C для контролю за повітряним простором, радар SPS-55A для контролю за морською поверхнею, навігаційна система URN-25 (Tacan), система управління авіацією SPN-35A, система РЕБ FMC SRBOC Mk 36.

## Історія використання
Після вступу у стрій авіаносець неодноразово брав участь в навчаннях та бойових операціях. Під час війни в Перській затоці у 1991 році разом з британськими, французькими, німецькими та італійськими кораблями брав участь в операції Cadex '91-1 у Середземному морі. У 1994 році брав участь в миротворчій операції UNPROFOR у складі оперативної групи 81-01 в Адріатиці.
У 2005 році корабель взяв участь у церемонії, присвяченій 200-річчю Трафальгарської битви.
Оскільки річна вартість експлуатації корабля та групи його спроводу становила близько 100 млн. євро, а вартість модернізації - близько 400 млн. євро, що було нереальним внаслідок важкого економічного становища, то 6 лютого 2013 року авіаносець був виключений зі складу флоту..
Авіагрупа була перебазована на новий іспанський авіаносець «Хуан Карлос I».